# Liste der Bodendenkmale in Eilsleben
In der Liste der Bodendenkmale in Eilsleben sind alle Bodendenkmale der Gemeinde Eilsleben und ihrer Ortsteile aufgelistet. Grundlage ist die Veröffentlichung der Landesdenkmalliste mit Stand vom 25. Februar 2016.  Die Baudenkmale sind in der Liste der Kulturdenkmale in Eilsleben aufgeführt.

Der Link (Karte oder Lage) führt zu verschiedenen Kartendiensten mit der Position des Kulturdenkmals. Fehlt dieser Link, wurden die Koordinaten noch nicht eingetragen. Sind diese bekannt, können sie über ein Tool mit einer Kartenansicht einfach nachgetragen werden. In dieser Kartenansicht sind Kulturdenkmale ohne Koordinaten mit einem roten bzw. orangen Marker dargestellt und können durch Verschieben auf die richtige Position in der Karte mit Koordinaten versehen werden. Kulturdenkmale ohne Bild sind an einem blauen bzw. roten Marker erkennbar.

| Denkmal-ID | Fundart            | Ortsteil  | Bezeichnung                                    | Zeitstellung | Lage                                                              | Bemerkungen | Bild |
| ---------- | ------------------ | --------- | ---------------------------------------------- | ------------ | ----------------------------------------------------------------- | --- | ---- |
| 428310372  | Befestigung > Burg | Eilsleben | Burganlage ‚Barburg‘ / ‚Bärburg‘ / ‚Beverburg‘ | Mittelalter  | Südwest-Seite des Ortes, in der Allerniederung (Lage)             | eine einst rechteckige Anlage mit mindestens zwei Türmen; seit 1955 ist der Verlauf des Burgteiches (Burggrabens) bekannt. Im Gelände noch als flache Anhöhe erkennbar |      |
| 428310375  | Befestigung        | Eilsleben | befestigte Siedlung ‚Vosswelle‘                | Neolithikum  | südöstlich des Ortes – Vosswelle / Voßwelle ()                    | obertägig keine sichtbaren Denkmalstrukturen |      |
| 428310374  | besonderer Stein   | Eilsleben | Menhir ‚Irminsäule‘                            | Neolithikum  | südlich des Ortes, südliche Straßenseite (Lage)                   | Höhe ca. 2,45 m, sichtbar ca. 1,9 m, Breite am Fuß ca. 53 × 27 cm, an der abgerundeten Spitze ca. 25 × 20 cm, Quarzitsandstein                                         |      |
| 428310373  | Befestigung        | Eilsleben | Mauer mit Lichtschächten                       | undatiert    | im Ort, Siegerlebener Str. zwischen Kirchstraße und Neue Reihe () | Bruchsteinmauer (vermutlich renaissancezeitlich) mit zwei unterschiedlichen Fensteröffnungen (Lichtschächte),                                                          |      |